# Quirino Cristiani
Pour les articles homonymes, voir Cristiani.

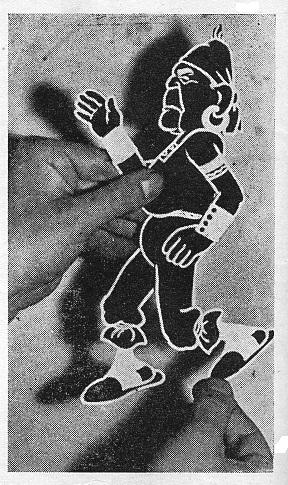

Quirino Cristiani (2 juillet 1896 - 2 août 1984) était un réalisateur, scénariste et animateur italo-argentin. Son film El Apóstol, réalisé en 1917, est considéré comme le premier long métrage de l'histoire de l'animation (70 minutes). Sin dejar rastros sera le deuxième.

## Films perdus
Le réalisateur Quirino Cristiani n'a que des films perdus à présent (À voir dans Liste de films perdus)

## Œuvres
Il est particulièrement connu pour trois films d'animation :
- El Apóstol ;
- Sin dejar rastros ;
- Peludópolis.

## Hommage argentin
Quirino Cristiani figure, en tant qu'inventeur du dessin animé, dans une série de timbres postaux émise en 1994 par la République argentine en hommage à quatre inventeurs argentins.